# Дом Новгород-Северской земской управы
Земство или Дом Новгород-Северской земской управы — памятник архитектуры местного значения в Новгород-Северском. Сейчас в здании размещается Новгород-Северская городская территориальная община — ранее Новгород-Северский городской совет.

## История
Решением исполкома Черниговского областного совета народных депутатов от 26.06.1989 № 130 присвоен статус памятник архитектуры местного значения с охранным № 64-Чг под названием Земство. Установлена информационная доска. 

## Описание
Дом Новгород-Северской земской управы — характерный пример провинциальной неоклассицистической архитектуры Украины конца 19 века. Вместе с другими зданиями образовывает архитектурный ансамбль площади Князя Игоря (площади Ленина).
Дом для Новгород-Северской земской управы построен в конце 19 века на углу современных Губернской (К. Маркса) и Князя Игоря (Ленина). Каменный, симметричный, двухэтажный на подвале дом. Главная фасад акцентирован угловыми ризалитами, которые завершаются треугольными фронтонами. Из-за расположенности на углу современных улиц Губернской (Карла Маркса) и Князя Игоря (Ленина), здание занимает пространство угла улиц и повторяет их траекторию — два ризалита короткими крыльями со стороны дворового фасада расходятся вдоль улиц. Фасад опоясывается межэтажным (тягой) и венчающим карнизами, первый этаж украшен рустикой, второй этаж —  пилястрами, а его центральная часть с наличниками и карнизами.